# Nostromo (groupe)
Pour les articles homonymes, voir Nostromo (homonymie).
Nostromo est un groupe suisse de metalcore, originaire de Genève, en Suisse romande. Il est formé en 1996 autour de Jéjé, Javier, Taverne et Maik. Le groupe évoluera vers un grindcore/metalcore de plus en plus technique, jusqu'à un double album acoustique très travaillé, Hysteron - Proteron. Le groupe se sépare en 2005, mais revient onze ans plus tard en 2016.

## Biographie
Nostromo est formé en 1996 à Genève, en Suisse romande. Le nom du groupe s'inspire du Nostromo, un vaisseau de la série des films Alien. Pour Jérôme, « L’idée c’est que ça représente un truc sombre, lointain, cradingue, dans lequel il se passe pleins de trucs laids, donc on estime que c’est assez visuel pour correspondre au nom de groupe. » À ses débuts, Nostromo écume les caves des squats genevois, publiant un premier 45 tours dans le cadre du 7" Club de l'association Post Tenebras Rock (PTR), résidente de l'Usine. 
Proche de groupes comme Fragment, Prejudice et Knut avec qui il partage régulièrement l'affiche, Nostromo sort en 1998 son premier album studio, intitulé Argue, sur le label Snuff Records créé par des membres de Knut (actuellement défunt). Lad remplace Taverne en 1998 et les dates s'enchainent, Nostromo se rapprochant du label Overcome Records, basé à Rennes, en France. L'occasion de se produire lors du Superbowl of Hardcore 99 avec des formations comme Napalm Death, Turmoil et Ananda. L'EP Eyesore, publié sur le label français Mosh Bart Industries (rebaptisé plus tard Bisect Bleep) assoit encore la réputation de Nostromo. Mais c'est l'album complexe et technique Ecce Lex, enregistré en Suède avec Mieszko Talarczyk du groupe Nasum, qui donnera une dimension supplémentaire à Nostromo, devenu une référence du metal extreme et du grindcore. Le groupe se sépare en 2005. Le guitariste Jéjé jouera dans le groupe Mumakil, Javier officie au sein du groupe Elizabeth, Lad deviendra DJ/producteur de musique électronique, et Maik jouera dans Ostap Bender. 
Nostromo se reforme en octobre 2016, après onze ans d'absence, initialement uniquement pour le mariage de Maik Gudehus. Il accompagne Gojira en tournée en janvier 2017. Le groupe est aussi programmé au Download Festival, au Hellfest et Dour Festival en 2017. Le 8 mars 2019 sort leur nouvel EP NARRENSCHIFF.
Le 28 octobre 2022 sort le nouvel album BUCEPHALE sur Hummus Records.

## Membres

### Membres actuels
- Javier Varela[9] (Javier) - chant. Marié et père de deux enfants, il exerce la profession de graphiste et possède une galerie et un salon de tatouage à Genève[5].
- Jérôme Pellegrini[9] (Jéjé) - guitare. Il enseigne la guitare et joue également dans le groupe Mumakil[5].
- Ladislav Agabekov[9] (Lad) - basse. Divorcé et père de deux enfants, il exerce la profession de platiniste et produit de la musique électronique sous le label Caduceus Mastering[5].
- Maxime Hänsenberger[9] (Max) - batterie

### Anciens membres
- Taverne - basse
- Kevin Foley (Kikou) - batterie[10]
- Maik Gudehus (Maik) - batterie[10]. Marié à une violoniste et père de deux enfants, il travaille pour La Poste à Berne[5].

## Discographie
- 1997 : Selfish Blues / Lost Souls (45 tours, deux titres)
- 1998 : Argue[11] (réédité en 2003 par Ronald Reagan Records ; CD neuf titres)
- 2000 : Eyesore (CDEP cinq titres)
- 2002 : Ecce Lex (CD douze titres)[12]
- 2004 : Hysteron-Proteron (CD six titres acoustiques Proteron, accompagné d'un DVD, Hysteron)[13],[14]
- 2019 : NARRENSCHIFF (EP six titres)[15]
- 2022 : Bucephale (CD dix titres)[16]